# Mateo Falcone
Pour les articles homonymes, voir Falcone (homonymie).
Mateo Falcone est une nouvelle de Prosper Mérimée, terminée le 14 février 1829 et publiée avec le sous-titre Mœurs de la Corse le 3 mai 1829 dans la Revue de Paris, fondée au mois d’avril de la même année. La couleur locale, si fortement marquée dans cette nouvelle, est puisée dans les sources livresques, puisque Prosper Mérimée ne visitera la Corse qu’en 1839.

## Résumé
Mateo Falcone habite à la lisière d’un maquis à Porto-Vecchio, en Corse. 
Un jour, il décide d'aller récolter un lourd sac de châtaignes avec sa femme. Fortunato, son seul fils héritier, âgé de dix ans, entend un instant plus tard plusieurs coups de feu et voit arriver un homme en fuite et blessé s’appelant Gianetto,  qui le supplie de le cacher. L’enfant accepte au nom de l’hospitalité mais fait l’erreur d’accepter cinq francs. Un peu plus tard, six gendarmes, dont  son cousin Gamba, se présentent chez Mateo Falcone et demandent à Fortunato où est passé l’homme qu’ils poursuivaient. Après discussion, Fortunato accepte de dévoiler la cachette du bandit en échange d'une belle montre en argent que lui propose son cousin. 
C'est alors que Mateo Falcone arrive et voit Gianetto qui, capturé, accuse l’enfant de trahison, maudit la famille en crachant sur les marches de la maison. Une fois les six gendarmes et Gianetto partis, un terrible silence tombe. Le père est accablé de honte. Sa femme, apercevant la montre dans le gilet de son fils,Falcone s’en saisit et la brise en mille morceaux sur un rocher. Puis, voyant le regard de son mari, le supplie d’épargner leur seul fils, en vain. Sans l’écouter, il part, avec l’enfant, dans un ravin et, après lui avoir fait réciter toutes les prières qu’il connaît,  malgré ses supplications et ses larmes, l’abat immédiatement d’un coup de fusil. En Corse à cette époque,  l’hospitalité promise est sacrée, une trahison amène inévitablement une Vendetta. Afin de protéger sa famille, il fera venir un de ses gendres armé à demeure,  selon la tacite loi d’entraide.

## Adaptations
- César Cui a tiré de cette nouvelle un opéra en 1906-1907.
- Tofiq Taghizadeh en a réalisé un court métrage en 1960 intitulé Mateo Falcone (ru)
- Katsuhiro Ōtomo en a fait une adaptation très libre en Manga en 1973.
- En 1991, Mikhaïl Kalatozichvili a adapté la nouvelle en film sous le titre რჩეული en géorgien ou Избранник en russe ce qui pourrait se traduire par L'Élu ou L'ëtre aimé en français.
- Hélier Cisterne s'en est inspiré pour la réalisation de son court métrage Dehors sorti en 2003.
- Éric Vuillard l'a également adaptée pour le cinéma sous le titre Mateo Falcone en 2008.
- Frédéric Bertocchini (scénario et adaptation) et Sandro (dessins) ont fait une adaptation en bande dessinée, aux éditions DCL, en 2016.